# Янчхон-хянгё (станция метро)
«Янчхон-хянгё» (кор. 양천향교) — подземная станция Сеульского метро на Четвёртой линии. Она представлена двумя боковыми платформами. Расположена в квартале Каяндон района Кансо города Сеул (Республика Корея). На станции установлены платформенные раздвижные двери.
Станция была открыта 24 июля 2009 года.
Как следует из названия, конфуцианская школа-святилище Янчхон-хянгё находится в непосредственной близости от станции.